# ヘーニル

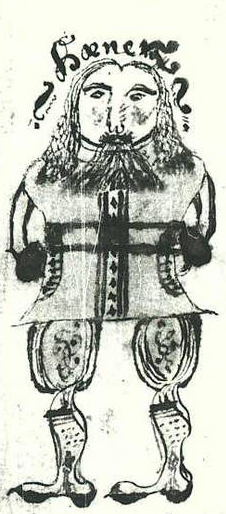
17世紀の写本『AM 738 4to』に描かれたヘーニル。

ヘーニル（ヘニールとも。古ノルド語: Hœnir）は、北欧神話に登場するアース神族の一人である。その名前は「番人」「射手」を意味する。

## 解説
スノッリ・ストゥルルソンが書いた『ユングリング家のサガ』によれば、アース神族とヴァン神族の間の休戦に調印するにあたって人質として、ヴァン神族の国へ送られた。彼は見栄えはとても良かったという。彼には賢い男ミーミルが同行した。ヴァン神族はヘーニルを自分達の王に据えた。しかし、ヘーニルは優柔不断で、何か決めるときはいつもミーミルに頼った。何か相談されても、ミーミルがいなければどっちつかずな返答をぶつぶつと言うだけだった。これに不満を感じたヴァン神族はミーミルのほうの首をはねてしまう。ミーミルの首はアースガルズへ送り返されたが、ヘーニルも一緒に戻されたかははっきりしない。
『古エッダ』の『巫女の予言』において、最初の人間アスクとエムブラを創造した際には、ヘーニルとローズルはオーディンに力を貸した（オーディンは息を与え、ヘーニルは心を与え、ローズルは生命の暖かさと良い姿を与えたとされている）。
しかしこの人間創造のエピソードについては、『スノッリのエッダ』第一部『ギュルヴィたぶらかし』ではオーディンの兄弟（ヴィリとヴェー）がヘーニルとローズルの代わりに登場している。
スノッリは『巫女の予言』の内容を知っていたはずだが、「ヘーニル」とは「ヴィリ」のもう1つの名前であった可能性がある。
また、『巫女の予言』によれば、ヘーニルはラグナロクを生き残る数少ない神の一人とされている（神々と巨人が戦う間に彼がどのようにしていたかは不明である）。
ヘーニルは、『スノッリのエッダ』第二部『詩語法』での若さの女神イズンが誘拐されるエピソード、および、『古エッダ』の『レギンの歌』（『詩語法』でもこの物語が語られる）にも脇役として登場している。また『詩語法』の冒頭にも、エーギルの開いた酒宴に集まったアース神族の一人として登場する。